# رضا شاهرودي
رضا شاهرودي ((بالفارسية: رضا شاهرودی)؛ مواليد 21 فبراير 1972 في طهران) هو لاعب كرة قدم إيراني دولي سابق كان يلعب كلاعب وسط. اعتزل اللعب عام 2006 مع نادي بيكان. سبق له أن لعب في كأس العالم لكرة القدم مع منتخب بلاده.

## روابط خارجية
- رضا شاهرودي على موقع الاتحاد الدولي (مؤرشف)  (الإنجليزية)
- رضا شاهرودي على موقع اتحاد تركيا (لاعب) (الإنجليزية)
- رضا شاهرودي على موقع قاعدة بيانات كرة القدم.إي يو (الإنجليزية)
- رضا شاهرودي على موقع ناشيونال فوتبول تيمز (الإنجليزية)